# Zebra-Tilapie
Die Zebra-Tilapie (Heterotilapia buttikoferi) ist eine Fischart aus der Familie der Buntbarsche (Cichlidae), die in Westafrika von Guinea-Bissau über Guinea, Sierra Leone bis zum westlichen Liberia vorkommt.

## Merkmale
Die Fischart kann eine Länge von 30 bis 40 cm erreichen. Weibchen bleiben deutlich kleiner als die Männchen. Die Zebra-Tilapie ist sehr hochrückig und seitlich stark abgeflacht. Das Kopfprofil ist deutlich konkav. Die Grundfärbung der Fische ist weißlich-grau bis weißlich-gelb; auf den Körperseiten zeigen sie acht schwarze bis dunkelbraune Querstreifen, die breiter sind als die helle Zone zwischen ihnen. Der erste dieser Streifen führt durch das Auge, der letzte liegt auf dem Schwanzstiel. Die Schwanzflossenbasis ist hell, Mitte und Ende sind dunkel. Der Hinterrand der Schwanzflosse ist wiederum hell. Die Bauchflossen, die bei ausgewachsenen Tieren lang ausgezogen sind, sind dunkel mit einer hellen Vorderkante. Die Brustflossen sind transparent. Die Lippen der Fische sind hellblau. Bei ausgewachsenen Männchen kann der Rücken leicht bronzefarben schimmern. Sehr große Zebra-Tilapien können auch einfarbig dunkelgrau bis schwärzlich sein. Jungfische zeigen im vorderen Abschnitt der Rückenflosse einen Tilapiafleck. Die untere Pharyngealia ist genau so lang wie breit und der vordere Abschnitt ist kürzer als der bezahnte Bereich. Die mittleren Schlundzähne sind breiter als die seitlich gelegenen.
- Flossenformel: Dorsale XIII–XV/14–16, Anale III/10–11.[3]
- Schuppenformel 19–22/9–13 (SL), 29–32 (mLR)[2]

## Lebensweise
Die Zebra-Tilapie kommt in größeren westafrikanischen Flüssen, z. B. im Geba im Rio Corubal und im Saint John River vor. Sie bevorzugt steinige Untergründe und wandert nicht in einmündende kleine Nebenflüsse ein. Sie ist ein Allesfresser, wobei pflanzliche Kost einen großen Teil der Nahrung ausmacht. Zebra-Tilapien sind monogame Offenbrüter und bilden eine Elternfamilie bei der sich beide Eltern um Eier und Jungfische kümmern.

## Systematik
Die Zebra-Tilapie wurde 1881 durch den niederländischen Zoologen Ambrosius Hubrecht unter dem wissenschaftlichen Namen Chromis buttikoferi erstmals beschrieben und zu Ehren des Schweizer Zoologen und damaligen Direktors des Zoologischen Gartens von Rotterdam Johann Büttikofer benannt. Später wurde die Art der Gattung Tilapia zugeordnet und dort in die Untergattung Heterotilapia gestellt. In einer umfassenden Revision der tilapinen Buntbarsche im Jahr 2013 wurde Heterotilapia in den Rang einer eigenständigen Gattung gehoben.